# US Open 2015 - Doppio maschile in carrozzina
Il campione in carica Stéphane Houdet e il suo partner Gordon Reid hanno sconfitto Michaël Jérémiasz e Nicolas Peifer in finale con il punteggio di 6-3, 6-1.
Houdet e Shingo Kunieda erano i campioni in carica, ma non hanno partecipato insieme. Kunieda ha fatto coppia con Joachim Gérard, ma è stato sconfitto da Jérémiasz e Peifer in semifinale.

## Teste di serie
1. Stéphane Houdet /  Gordon Reid (campioni)

1. Joachim Gérard /  Shingo Kunieda (semifinale)

## Tabellone

### Legenda
| - Q = Qualificato - WC = Wild card - LL = Lucky loser | - ALT = Alternate - SE = Special Exempt - PR = Protected Ranking | - w/o = Walkover - r = Ritirato - d = Squalificato |

|  | Semifinali | Semifinali                         | Semifinali                         | Semifinali | Semifinali |  |  | Finale | Finale                           | Finale                           | Finale | Finale |  |
|  |            |                                    |                                    |            |            |  |  |        |                                  |                                  |        |        |  |
|  | 1          | Stéphane Houdet Gordon Reid        | Stéphane Houdet Gordon Reid        | 6          | 7          |  |  |        |                                  |                                  |        |        |  |
|  |            | Gustavo Fernández Maikel Scheffers | Gustavo Fernández Maikel Scheffers | 1          | 63         |  |  | 1      | Stéphane Houdet Gordon Reid      | Stéphane Houdet Gordon Reid      | 6      | 6      |  |
|  |            | Michaël Jeremiasz Nicolas Peifer   | 6                                  | 5          | [11]       |  |  |        | Michaël Jeremiasz Nicolas Peifer | Michaël Jeremiasz Nicolas Peifer | 3      | 1      |  |
|  | 2          | Joachim Gérard Shingo Kunieda      | 1                                  | 7          | [9]        |  |  |        |                                  |                                  |        |        |  |